# Rivière Moustiques
Pour les articles homonymes, voir Moustique (homonymie) et Mosquito.
Ne doit pas être confondu avec Rivière Moustique (Sainte-Rose) ou Rivière Moustique (Petit-Bourg).
La rivière Moustiques est un cours d'eau qui coule dans le département du Nord-Ouest à Haïti, et un petit fleuve côtier qui a son embouchure en mer des Caraïbes.

## Géographie
Ce fleuve qui se jette dans l'océan Atlantique au fond de la baie des Moustiques à une dizaine de kilomètres à l'ouest de la ville de Port-de-Paix. Il prend sa source dans le massif de Terre Neuve.
Son cours mesure une quarantaine de kilomètres de long.